# 小行星9361
小行星9361（英語：9361）是一颗围绕太阳公转的小行星。1992年3月3日，烏普薩拉－ESO小行星及彗星巡天在拉西拉天文台发现了此天体。
这颗小行星的绝对星等为119.0294425616985等。